# Chroococcus
Chroococcus sp. – sinica o organizacji kolonijnej; komórki kolonii po podziałach pozostają wewnątrz otoczki komórki macierzystej, oraz wykształcają własne otoczki śluzowe. środowisko wodne i subaerofityczne (wilgotna gleba i skały).

## Gatunki
- Chroococcus aeruginosus
- Chroococcus alpinus
- Chroococcus aphanocapsoides
- Chroococcus atrochalybeus
- Chroococcus aurantio-fuscus
- Chroococcus aurantius
- Chroococcus bernardii
- Chroococcus catenatus
- Chroococcus cohaerens
- Chroococcus cohaerense
- Chroococcus consociatus
- Chroococcus constrictus
- Chroococcus crassus
- Chroococcus cronbergae
- Chroococcus cubicus
- Chroococcus cumulatus
- Chroococcus decoloratus
- Chroococcus deltoides
- Chroococcus dimidiatus
- Chroococcus dispersus
- Chroococcus distans
- Chroococcus endophyticus
- Chroococcus epiphyticus
- Chroococcus ercegovicii
- Chroococcus fuscoviolaceus
- Chroococcus giganteus
- Chroococcus globosus
- Chroococcus glomeratus
- Chroococcus goetzei
- Chroococcus gomontii
- Chroococcus granulosus
- Chroococcus hansgirgii
- Chroococcus heanogloios
- Chroococcus helveticus
- Chroococcus indica
- Chroococcus indicus
- Chroococcus irregularis
- Chroococcus kerguelensis
- Chroococcus limneticus
- Chroococcus lithophilus
- Chroococcus macrocarpus
- Chroococcus macrococcus
- Chroococcus mediocris
- Chroococcus membraninus
- Chroococcus micrococcus
- Chroococcus microcystoideus
- Chroococcus microscopicus
- Chroococcus minimus
- Chroococcus minor
- Chroococcus minutissimus
- Chroococcus minutus
- Chroococcus mipitanensis
- Chroococcus molischii
- Chroococcus montanus
- Chroococcus multicoloratus
- Chroococcus muralis
- Chroococcus mutisii
- Chroococcus obliteratus
- Chroococcus pallidus
- Chroococcus planctonicus
- Chroococcus polyedriformis
- Chroococcus prescottii
- Chroococcus pulcherrimus
- Chroococcus purpureus
- Chroococcus quaternarius
- Chroococcus rechingeri
- Chroococcus refractus
- Chroococcus rochei
- Chroococcus rufescens
- Chroococcus sarcinoides
- Chroococcus scherffelianus
- Chroococcus schizodermaticus
- Chroococcus simmeri
- Chroococcus smaragdinus
- Chroococcus solitarius
- Chroococcus sonorensis
- Chroococcus sp
- Chroococcus spelaeus
- Chroococcus splendidus
- Chroococcus submarinus
- Chroococcus subnudus
- Chroococcus subsphaericus
- Chroococcus subtilissimus
- Chroococcus tenacoides
- Chroococcus tenax
- Chroococcus thermalis
- Chroococcus turicensis
- Chroococcus vacuolatus
- Chroococcus varius
- Chroococcus verrucosus
- Chroococcus violaceus
- Chroococcus westii
- Chroococcus yellowstonensis[1]